# Metabolismo ácido de las crasuláceas
El metabolismo ácido de las crasuláceas (CAM proveniente del inglés Crassulacean Acid Metabolism) es un metabolismo especial de diferentes tipos de plantas (otras vías son las C3 y C4). Mientras que la mayoría de las plantas absorben y fijan el dióxido de carbono durante el día, en las plantas CAM los dos procesos están separados en el tiempo. El dióxido de carbono utilizado en la fotosíntesis es absorbido en la noche y guardado en las vacuolas de las células en forma de ácido málico. Al día siguiente se libera el CO2 del ácido málico y es suministrado para la formación de hidratos de carbono en el ciclo de Calvin. Durante el día, la formación y descomposición de estos ácidos dicarboxílicos y la cantidad de los protones asociados en el cambio de día y noche también se le conoce a este metabolismo como ritmo ácido diurno.
La ventaja del mecanismo CAM es, que las plantas durante las horas (calientes) mantienen sus estomas cerrados, por ello se reduce considerablemente la pérdida de agua por transpiración y aun así tener suficientes cantidades de dióxido de carbono para su uso en el ciclo de Calvin. Además, las plantas con metabolismo CAM tienen una ventaja en respuesta a bajas concentraciones de CO2, como se puede ver en plantas de agua dulce sumergidas. Este tipo de metabolismo solo se había comprobado en tejidos que contienen clorofila.
El metabolismo ácido de las crasuláceas lleva el nombre de la familia Crassulaceae, donde fue descubierto por primera vez.

## Historia
Al comienzo del siglo XIX se reconocieron ciertos aspectos del metabolismo ácido de las crasuláceas. El naturalista suizo Nicolas de Saussure observó en 1804 que las bifurcaciones del cactus Opuntia en luz también producían oxígeno, aún sin que hubiera dióxido de carbono en el aire; este no es el caso con las plantas C3. Con ello concluyó que las plantas utilizaban sustancias propias con la liberación de CO2. En 1813 Benjamin Heyne descubrió el ritmo ácido diurno en la hoja del Kalanchoe con un experimento: se percató que las hojas en la mañana tenían un sabor agrio, pero que en las noches tenían un sabor a hierbas. Heyne comunicó estas observaciones a la Sociedad Linneana de Londres y después publicó estos descubrimientos.
La denotación de Crassulacean Acid Metabolism se utilizó por primera vez en enero de 1947 por Meiron Thomas (1894-1977) en una presentación ante la Sociedad para la Biología Experimental. En 1949 el concepto fue una parte importante de la cuarta edición de su obra estándar Plant Physiology. A mediados del siglo XX se impulsó la clarificación del metabolismo ácido de las crasuláceas, en su mayoría gracias a los trabajos de Walter Daniel Bonner (1878-1956) su hijo James Fredrick Bonner (1910-1996), Meiron Thomas, Thomas Archibald Bennet-Clark (1903-1975) y otros investigadores.

## Mecanismo

### Diferencias con las plantas C3y C4
Todas las plantas verdes utilizan  la fotosíntesis para la transformación de hidratos de carbono. En la "fase oscura" de ésta, el dióxido de carbono se fija y se transforma en hidratos de carbono. La mayoría de las plantas (C3) utilizan el metabolismo C3, donde el CO2 pasa pasivamente por los estomas de las células y durante el día se fija como sustrato en el ciclo de Calvin. Una adaptación de este mecanismo se encuentra en las plantas C4, que aumentan activamente la concentración de dióxido de carbono, con consumo energético para su fijación. Aquí existe una separación física (dos tipos de células, células mesófilas y las células de la vaina) para la previa fijación y metabolización del CO2. Esto permite a las plantas cerrar sus estomas parcialmente, que al contrario de las plantas C3 no se ven limitadas por la simple difusión de dióxido de carbono en las células. Cuando los estomas están cerrados parcialmente se reduce la pérdida de agua en la planta. Por ello se les encuentra en zonas más secas y calientes. La fijación de CO2 en el ciclo de Calvin es igual al de las plantas C3.
Para sobrevivir en regiones áridas, las plantas CAM  utilizan otro mecanismo, los pasos para la fijación del CO2 del ciclo de Calvin se separan en el tiempo. Los estomas pueden permanecer de esa manera cerrados durante parte del día para minimizar la pérdida de agua. Durante la noche, con temperaturas más bajas, se abren para tomar el CO2 y fijarlo en forma de malato, que se guarda en las vacuolas. Ya durante el día se libera y mediante RuBisCO, la enzima clave en la fase oscura, de manera análoga a las plantas C3 es transformado.

Esquema del metabolismo ácido de las crasuláceas durante la noche (a la izquierda, fase I) y durante el día (a la derecha, fase III).
CA Anhidrasa carbónica-α.
CC Ciclo de Calvin.
PEP Fosfoenolpiruvato.
PEPC Fosfoenolpiruvato carboxilasa.
PEPCK Fosfoenolpiruvato carboxiquinasa.
MDH Malato deshidrogenasa.
ME Malato deshidrogenasa (descarboxilante) = Malatoenzima.
PPDK Piruvato fosfato diquinasa.
Traducciones: Apfelsäure: ácido málico, Malat: malato, Saccharose: sacarosa, Stärke: almidón, Fruktane: fructosano, Oxalacetat: oxalacetato

### Fijación del dióxido de carbono por la noche
Por la noche se realiza la fijación de CO2 en ácido fosfoenolpirúvico (PEP) mediante una PEP-carboxilasa (PEPC, EC 4.1.1.31), parecido a como lo hacen las plantas C4. La enzima condensa carbonato (HCO3-) con el PEP. Esto requiere la obtención de PEP a partir de almidón, otros tipo de plantas utilizan azúcares solubles como sacarosa o fructosano. Las plantas CAM deben tener suficiente PEP a disposición para que pueda ser fijada una ración nocturna de CO2. Para ello, durante el día se repone las reservas de almidón, para suministrar el suficiente PEP por la noche. 
En soluciones acuosas se encuentra en una proporción igual el CO2 y el HCO3-, pero esta transformación es muy lenta. Una anhidrasa carbónica (CA, EC 4.2.1.1) acelera la reacción para equilibrar la proporción de HCO3-, que posteriormente, mediante la acción de la PEPC, es transformado a oxalacetato (OA). Después, el OA formado es reducido por la NAD-malato deshidrogenasa (MDH, EC 1.1.1.37) a  L-malato. Con ello se oxida NADH a NAD+.
El malato se transporta a las vacuolas para ser almacenado. Las vacuolas de las plantas CAM son mucho más grandes que la de otras especies y pueden almacenar en comparación una alta concentración de malato (hasta 0.2 M), lo que genera una alta capacidad de almacenamiento. Al depositar el malato en las vacuolas mantiene los niveles de pH constantes en el citoplasma.
Para transportar el malato en contra del flujo por el gradiente de concentración, se transportan dos protones por cada molécula de malato bajo consumo de ATP. La reacción se cataliza por una ATPasa de clase V que se localiza firme en el tonoplasto. Por un transporte activo secundario, sigue el malato a los protones mediante un transportador dicarboxilato. El almacenaje sucede en la forma protonada del malato, el ácido málico, que por las condiciones ácidas se encuentra en su forma no disociada. Lo que tiene como ventaja un valor osmótico inferior. En las vacuolas de las células de los estomas se guarda malato de potasio, que en comparación ejerce una mayor presión osmótica. Mientras que el pH de muchas C3 y C4 está en 5.5, en las plantas CAM puede alcanzar en las plantas, a causa de la concentración de ácidos, el valor de 3. Por ello por la mañana tienen un sabor más ácido.

### Liberación del dióxido de carbono durante el día
Durante el día el proceso se invierte, el CO2 se libera. El malato almacenado es enviado fuera de la vacuola hacia el citoplasma junto con dos protones mediante un transportador. Es posible que el ácido málico con carga neutra se difunda por la membrana directamente. Durante el día de esa manera el pH en la vacuola vuelve a subir entre 7.5 y 8. A este proceso se le conoce como desacidificación.
La descomposición del malato y la liberación del CO2 se da como en el caso de las plantas C4 de manera diferente de acuerdo a la especie, lo que refleja la formación de las CAM en diferentes taxones. Los caminos existentes son: la enzima malato deshidrogenasa dependiente de NADP (en cactus y agaves), la enzima malato deshidrogenasa dependiente de NAD (plantas Crassula) y la fosfoenolpiruvato carboxiquinasa (por ejemplo en las bromelias, liláceas, asclepiadaceas).
- En las plantas con la enzima malato deshidrogenasa dependiente de NADP (NADP-ME, EC 1.1.1.40) se descarboxila el L-malato proveniente de la vacuola a piruvato. Esta reacción se inicia en los cloroplastos. Con ello se reduce el NADP+ a NADPH.
- Algunas plantas tienen una enzima malato deshidrogenasa dependiente de NAD (NAD-ME, EC 1.1.1.39) mitocondrial, que utiliza NAD+ en lugar de NADP+ como cofactor. La reacción ocurre de manera similar a la previamente mencionada. Pero el piruvato no se transporta de la mitocondria al citoplasma, sino en un paso intermedio como L-alanina a los cloroplastos. Ahí se transforma a PEP y se devuelve al citoplasma. La formación de la alanina y su reacción inversa es catalizada por una alanina transaminasa (EC 2.6.1.2).
- Las plantas CAM con la fosfoenolpiruvato carboxiquinasa presentan dos ciclos. Junto con el ciclo NAD-ME también tienen una PEP carboxiquinasa (PEPCK; EC 4.1.1.49). El  L-malato es oxidado bajo consumo de NAD+ a oxalacetato por una enzima NAD-malato-DH (MDH, EC 1.1.1.37). Después el oxalacetato es descarboxilado directamente a PEP por la PEPCK, esto bajo consumo de ATP.

Por las reacciones previamente mencionadas el CO2 liberado entra en el ciclo de Calvin y es transformado a ácido 3-fosfoglicérico, que lleva a la formación de monosacáridos (D-glucosa, D-fructosa), seguidos por la formación de polisacáridos (sacarosa). Por la reacción de descarboxilación el piruvato formado bajo consumo de ATP es transformado en PEP por la piruvato, fosfato dikinasa (PPDK, EC 2.7.9.1). Por último el PEP toma el camino de la gluconeogénesis y se obtiene almidón, sacarosa o fructanato.
Debido a que la mayoría de los carbohidratos formados abastecen los requerimientos nocturnos con consumo del almidón almacenado, la ganancia de las plantas CAM en la fotosíntesis es muy poca. También el tamaño de la vacuola limita lo que se puede almacenar de malato. Ambos factores provocan que el aumento en biomasa esté limitado.
Por la transformación y descomposición del malato hay un cambio en el pH de 7.5 durante el día a 3 por la noche. Debido a este cambio se habla de un ritmo ácido diurno. Este ritmo se comprobó por primera vez en la Kalanchoe daigremontiana en 1984.

## Formas de CAM
Se puede clasificar a las plantas CAM en diferentes tipos según el momento en que se abren los estomas. Adicionalmente para la clasificación se puede incluir la cantidad de ácido málico que se produce durante la noche y la cantidad de CO2 que se absorbe.

### CAM constitutivas

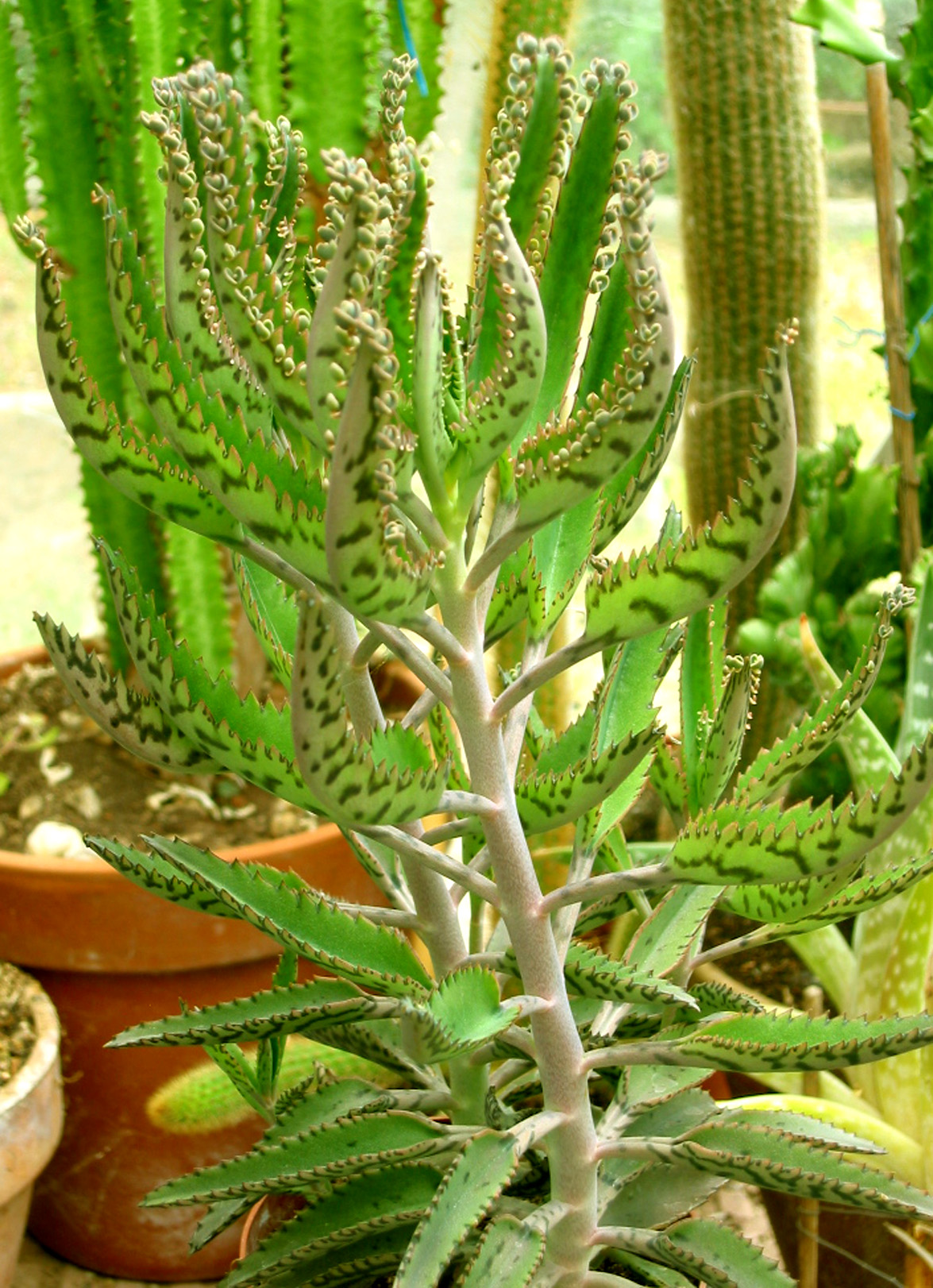
La Kalanchoe daigremontiana es una planta CAM constitutiva.

EL metabolismo de las plantas CAM constitutivas se expuso en la parte superior. Estas plantas abren sus estomas siempre durante la noche, momento en que se da el 99% de la absorción de CO2. Dependiendo de la intensidad de absorción del CO2 y la posterior formación de ácido málico se puede diferenciar entre una CAM constitutiva fuerte o débil. De las típicas representantes de este grupo se encuentran las plantas Crasuláceas (Kalanchoe daigremontiana) y los cactus (Opuntia basilaris o Opuntia ficus-indica). A diferencia de otros tipos de CAM, éstas siempre permanecen en su estado CAM, independientemente de la especie y el estrés por factores abióticos. Se ha observado que en plantas muy jóvenes de especies CAM constitutivas, como por ejemplo en la hoja del aire, el higo chumbo y la Kalanchoe daigremontiana, pueden tener un metabolismo C3.
El CAM en estas plantas se divide en cuatro fases. En la fase I, al comienzo de la noche, se abren los estomas y el CO2 se fija por PEPC (ver arriba). Al final de la fase I se cierran los estomas. Algunas plantas caen en la fase II, donde, temprano, en las primeras horas de la mañana, sin oscuridad, vuelven abrir los estomas. De ese modo entra CO2 atmosférico en la planta, que se fija mediante PEPC y además por la RuBisCO. La luz y bajos niveles en el citoplasma de CO2 son la señal para abrir nuevamente los estomas. Más tarde pasan a la fase III, los estomas se mantienen cerrados. Aquí el malato es descarboxilado como se menciona en la parte superior, así sube la concentración del CO2 en el citoplasma. Esta es la señal para el cierre de los estomas. Durante la tarde se utiliza malato para bajar los niveles de CO2 cistólico. Como todavía hay luz se abren los estomas de manera análoga a la fase II. Ésta es la fase IV. En esta fase la fotorrespiración está en su máximo. Cuando cae la noche vuelve a la fase I. La fase II y IV le proporciona a la planta una absorción extra de CO2, lo que acompaña un crecimiento más rápido. Pero es dependiente de consumo de agua, por lo que en muchas plantas CAM constitutivas dominan la fase I y III.

### CAM facultativas (C3-CAM)
Se ha observado que algunas plantas pueden fijar el CO2 como una planta C3 o como una CAM. Representantes de ese grupo se encuentran habitualmente en las aizoáceas, el género sedum, portulaca, vitaceae y muchas especies del género Clusia. La Mesembryanthemum crystallinum es la planta CAM facultativa más estudiada. Otros representantes son el arbusto elefante o el Agave deserti. Estas plantas son endémicas de regiones semiáridas, en pedregales, en las ramas de los árboles y generalmente donde el agua es escasa. 
En su estado no inducido la incorporación de CO2 es análoga a la de las plantas C3, durante el día los estomas siguen abiertos. Durante la noche no se produce tampoco ácido málico. Después de la inducción se produce la fijación durante la noche y la formación de ácido málico como si fuera una CAM constitutiva débil. Se inducen mediante un clima seco, por salinidad, altas cantidades de luz o deficiencia de nitrógeno y fosfato. Algunas veces depende de la edad de la planta. Algunas plántulas tienen vacuolas insuficientemente grandes, por ello llevan su proceso fotosintético como plantas C3. Ya en edad adulta pueden cambiar a CAM. El fotoperiodismo induce en la  Kalanchoe blossfeldiana el cambio entre el metabolismo C3 y CAM. 
Este cambio en la fijación del CO2 es rápido y generalmente reversible. Así dentro de un día con un incremento en la temperatura y poca cantidad de agua disponible cambian a CAM. En algunas ocasiones solo una porción de la planta se encuentra en CAM, mientras que la porción con buen suministro de agua se queda en C3. Este es el caso de la Frerea indica, donde el tallo hace CAM y sus hojas C3. En las especies Clusia puede pasar que una hoja haga un tipo de metabolismo y la de al lado el otro. Algunas CAM facultativas pueden pasar toda su vida como C3. Un ejemplo es Clusia cylindrica que su principal vía para la fijación de CO2 es el metabolismo C3.
En el Mesembryanthemum crystallinum, una planta halófila anual, es en condiciones naturales irreversible. Crece entre otras regiones en la cuenca del mediterráneo, y cambia por falta de agua o estrés salino a CAM. La respuesta se debe en mayor medida a la escasez de agua, y en menor medida al aumento en el número de iones. También se encontró que en plantas de avanzada edad el cambio ocurre sin existir cualquiera de los factores previamente mencionados. La salinidad y la falta de agua aceleran el proceso de envejecimiento en la planta y que conlleva un cambio de metabolismo a CAM. También la calidad e intensidad de la luz pueden inducir en esta planta CAM. En experimentos controlados se puede observar que en plantas jóvenes pueden volver a metabolismo C3.
En el género Portulaca se puede ver un cambio de en la fijación de CO2 de C4 a CAM. Así la verdolga de flor, la verdolaga y la Portulaca mundula a falta de agua cambian su metabolismo a CAM. Sin embargo, el metabolismo C4  y CAM no tiene lugar en la misma célula.
| Portulacaria afra | Frerea indica syn. Boucerosia frerea | Mesembryanthemum crystallinum | Portulaca grandiflora |
| Arbusto elefante  | Boucerosia frerea                    | Mesembryanthemum crystallinum | verdolaga de flor     |

### CAM-neutral

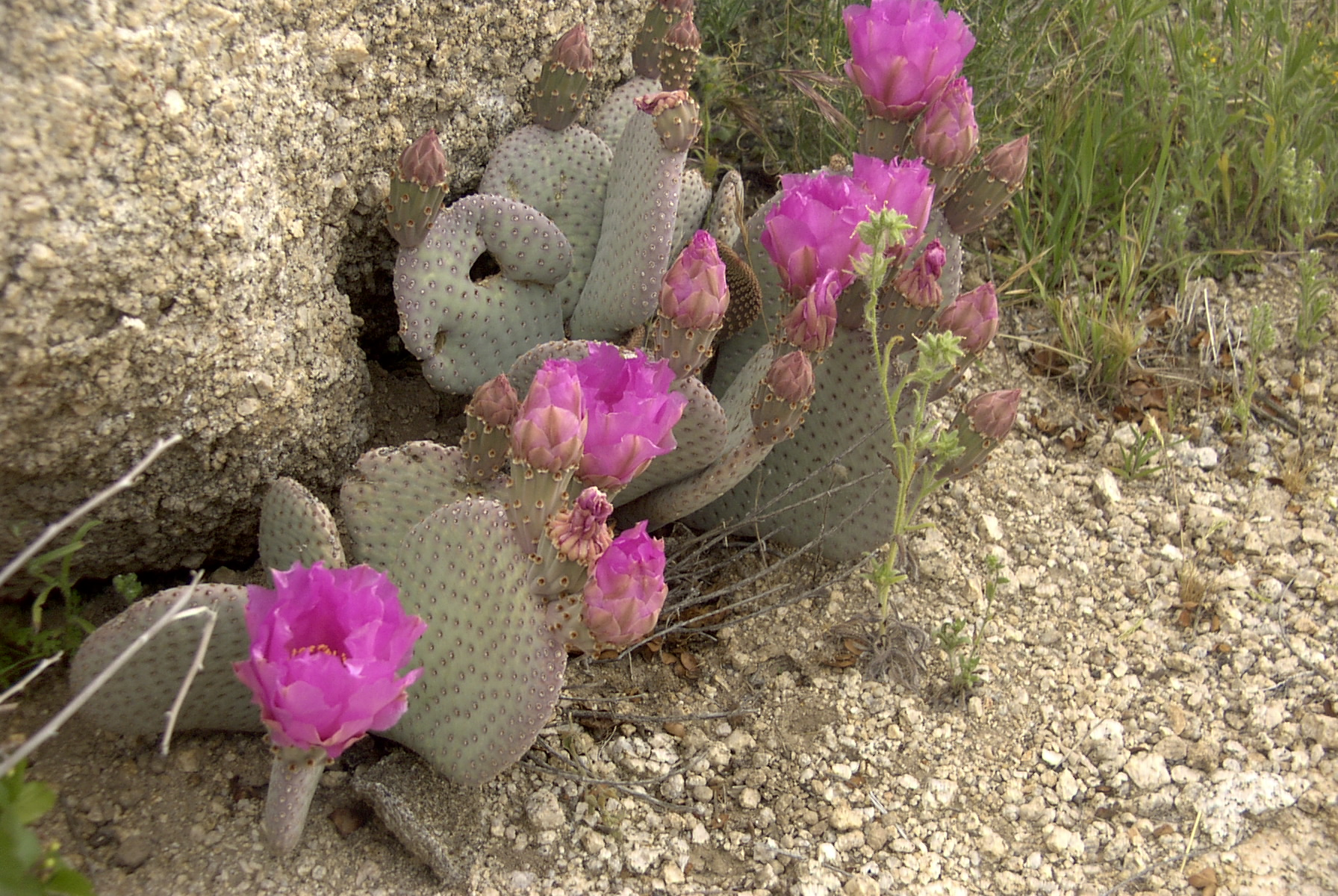
Opuntia basilaris. Cambia a CAM-neutral en casos extremos de sequía.

Cuando hay escasez de agua en el exterior sufren las plantas un cierre en los estomas, durante el día, así como por la noche, para evitar lo más posible la pérdida de agua. Se expulsa el dióxido de carbono liberado durante la respiración, para así mantener en bajos niveles el ácido málico. Durante esta situación de estrés permanecen los fotosistemas intactos, mientras espera la planta mejores condiciones por ello permanece en un estado neutro. Sin embargo, incluso en este caso , un ritmo ácido diurno está presente. Este tipo de comportamiento se observó por primera vez en la Opuntia basilaris.
No se logra una absorción neta de dióxido de carbono suficiente para que la planta en este estado no pueda crecer, pero sí para que sobreviva. 

### CAM-cambiante (cycling)

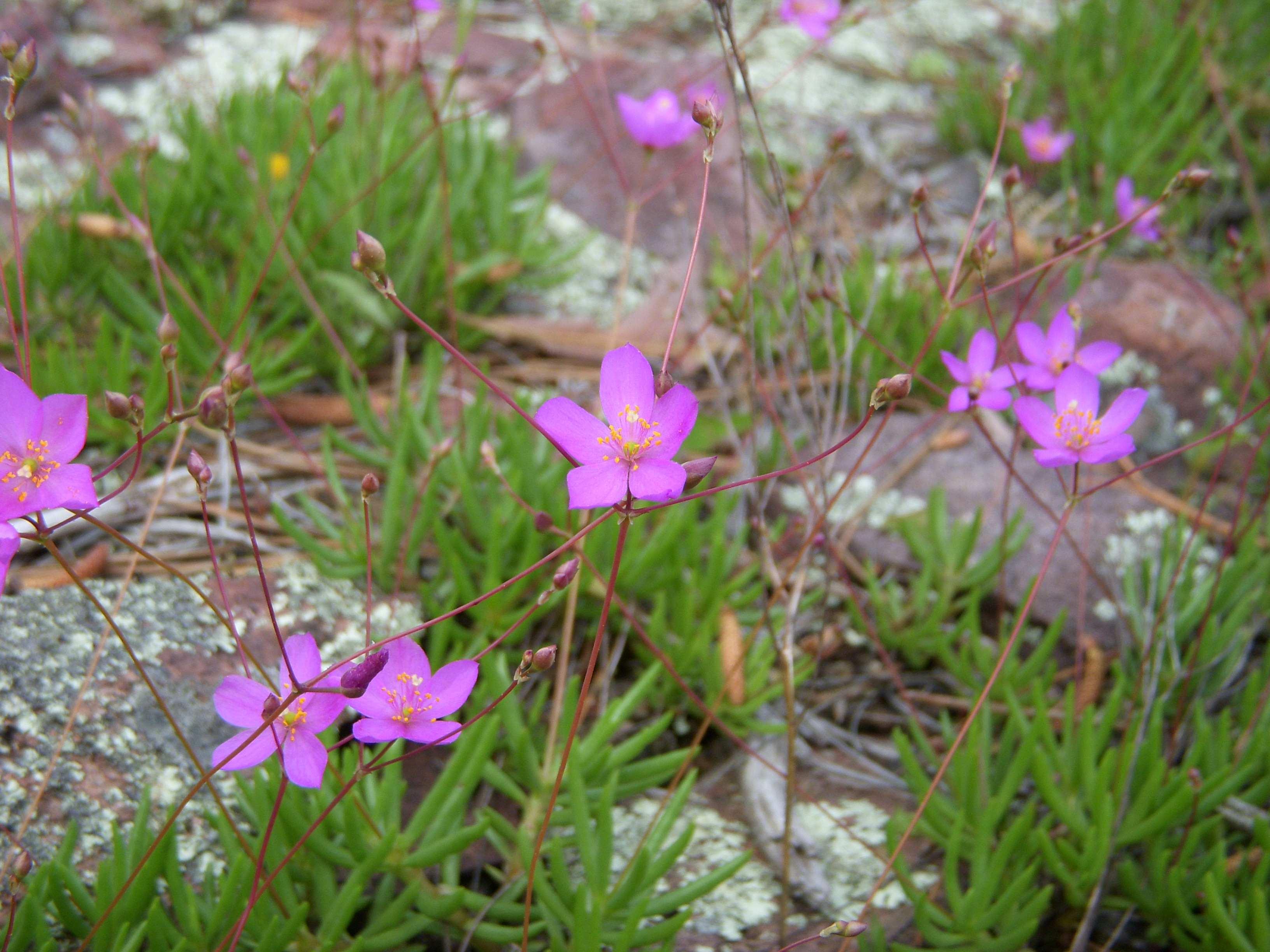
Frutos deTalinum calycinum, una planta tipo CAM-cambiante

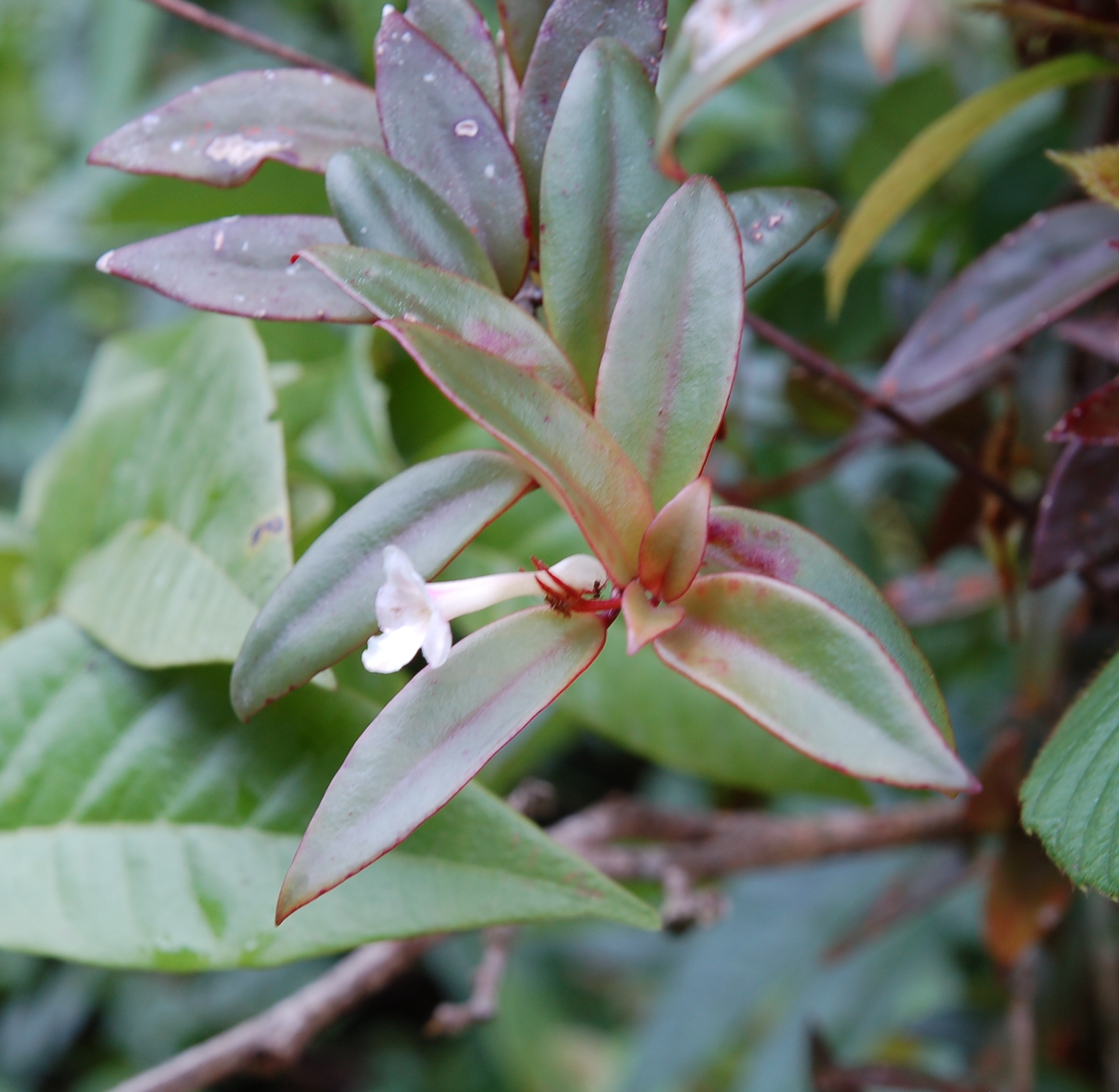
Codonanthe crassifolia tiene CAM-cambiante, pero puede pasar al estado CAM-neutro.

También se les conoce como el modo "casi C3" donde los estomas permanecen cerrados por la noche. El CO2 absorbido en la respiración se fija, donde una pequeña cantidad se transforma en ácido málico y se guarda en las vacuolas. Durante el día se fija el CO2 como una planta C3. Además de eso el malato se descarboxila por la noche. Por lo tanto, aunque tengan los estomas abiertos de día, muestran un ritmo ácido diurno. Este tipo de plantas se encuentran en las mismas regiones donde también crecen las facultativas. Ejemplos de ellas son Peperomia camptotricha o Talinum calycinum, la última crece en zonas secas con suelos rocosos. En Isoetes howellii, una planta CAM-cambiante, es particularmente pronunciado. La epifita Codonanthe crassifolia tiene un metabolismo CAM-cambiante cuando hay agua disponible, cuando hay sequía cambia a CAM-neutro.

## Regulación
La fijación de CO2 por la PEP-carboxilasa (PEPC) durante el día, presenta una inhibición alostérica por medio del malato que sale de las vacuolas, y por ello se tiene un nivel de pH bajo y se inhibe de manera efectiva la PEPC. Esto permite evitar que el CO2 se utilice como sustrato en otra reacción que no sea la de RuBisCO. También el L-aspartato inhibe a la PEPC, mientras que la glucosa-6-fosfato y la tiriosa-fosfato activan a la enzima. En la Mesembryanthemum crystallinum codifican dos genes para la PEPC, Pepc1 y Pepc2. Su expresión está influenciada por la sequía, el ácido abscísico y la alta salinidad.
La actividad enzimática también se regula -como en las plantas C4- por la fosforilación reversible de un resto de serina. De esa manera la PEPC desfosforilada es diez veces más sensible al malato que la fosforilada que está activa de noche. La fosforilación se lleva a cabo por una quinasa, la PEP-carboxilasa-quinasa (PPCK1). La expresión génica de esto, está sujeta a un estricto ritmo circadiano y, debido a un montaje y desmontaje rápido, incluso a su nivel de actividad total. La expresión tiene un punto máximo a la mitad de la noche y va decreciendo, durante el día se encuentra en un nivel mínimo. Todo esto depende de la luz.
Para la desfosforilación la fosfatasa (tipo 2A) necesaria no presenta una actividad así de rítmica.
Durante la Fase II de la CAM (ver parte superior) la PEPC se encuentra aún activa y fosforilada, ya que el malato está almacenado en la vacuola. Durante la Fase IV el malato es utilizado en gran medida y ya no puede inhibir a la PEPC.

## Representación

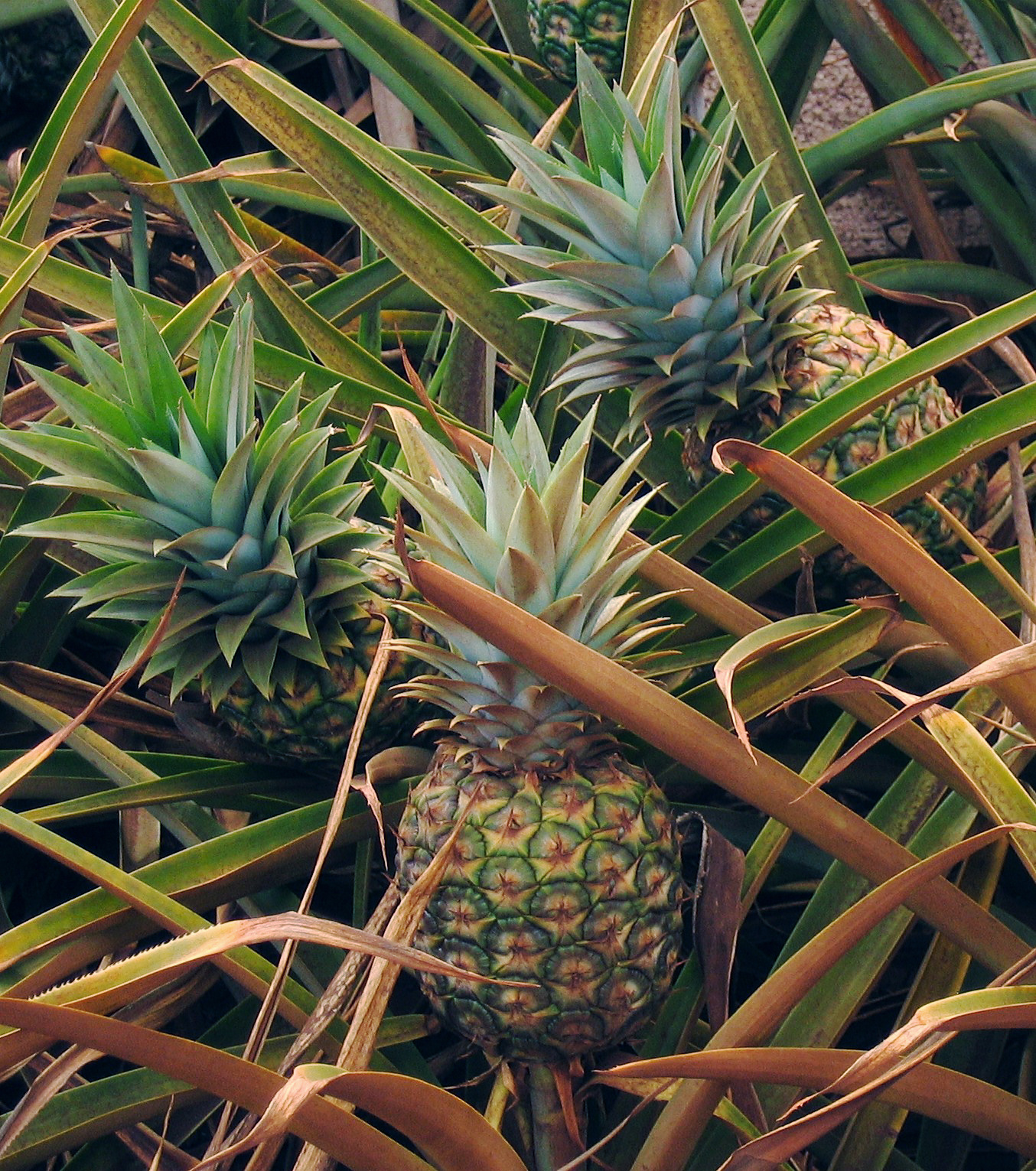
La piña es una de las plantas CAM más conocidas.

El mecanismo CAM se ha comprobado en 34 familias de plantas de 343 géneros. Se estima que el cambio del metabolismo se encuentra en más de 16,000 especies, eso implica de 6-8% de todas las plantas vasculares. Junto con la familia que les dio el nombre Crassulaceae (por ejemplo la Kalanchoe pinnata) hay más familias con CAM:
- Asphodeloideae, como el Aloe vera
- Agavoideae
- Bromeliaceae como las Ananás
- Clusiaceae
- Didiereaceae
- Algunos helechos, como Pyrrosia piloselloides y Pyrrosia longifolia, son plantas CAM.
- Apocynaceae
- Cactáceas, z. B. Kroenleinia grusonii
- Asteráceas
- Liliáceas
- Aizoáceas, como los Lithops
- Orquídeas, como la vainilla y la Phalaenopsis
- Portulaca
- Vitaceae
- Euphorbiaceae

Las más conocidas son las Ananás, Kalanchoe, pero también especies de Sedum y sempervivum. 
Muchas especies están presentes en zonas que presentan una época de sequía periódica, como desiertos y sabanas del trópico y zonas subtropicales. Sin embargo, las sabanas no son hábitats típicos de estas plantas. Ahí son superadas por pastos C3 y C4. También se les encuentra cerca de las costas y en las cercanías de los lagos salados, aunque por regla general estas plantas tratan de evitar la sal y no cuentan como halófitas. También se las encuentra en los bosques húmedos subtropicales o tropicales costeros con suelos arenosos y pobres en nutrientes, como los de Brasil. La escasez de agua es común para la zonas en las que crecen las epifitas en las selvas, razón por la cual muchas de ellas son plantas CAM. Se estima que el 50 o hasta 60% de las orquídeas y bromelias epifitas tienen ese tipo de metabolismo. También el metabolismo se presenta en algunos tipos de plantas de agua dulce, como las crassula aquatica , las Littorella uniflora y en algunas especies del género Isoetes como la isoetes lacustris. Por último se encuentran en Inselberge y en grandes alturas, como los alpes (Sempervivum montanum) o en los andes (Oroya peruviana).

## Morfología

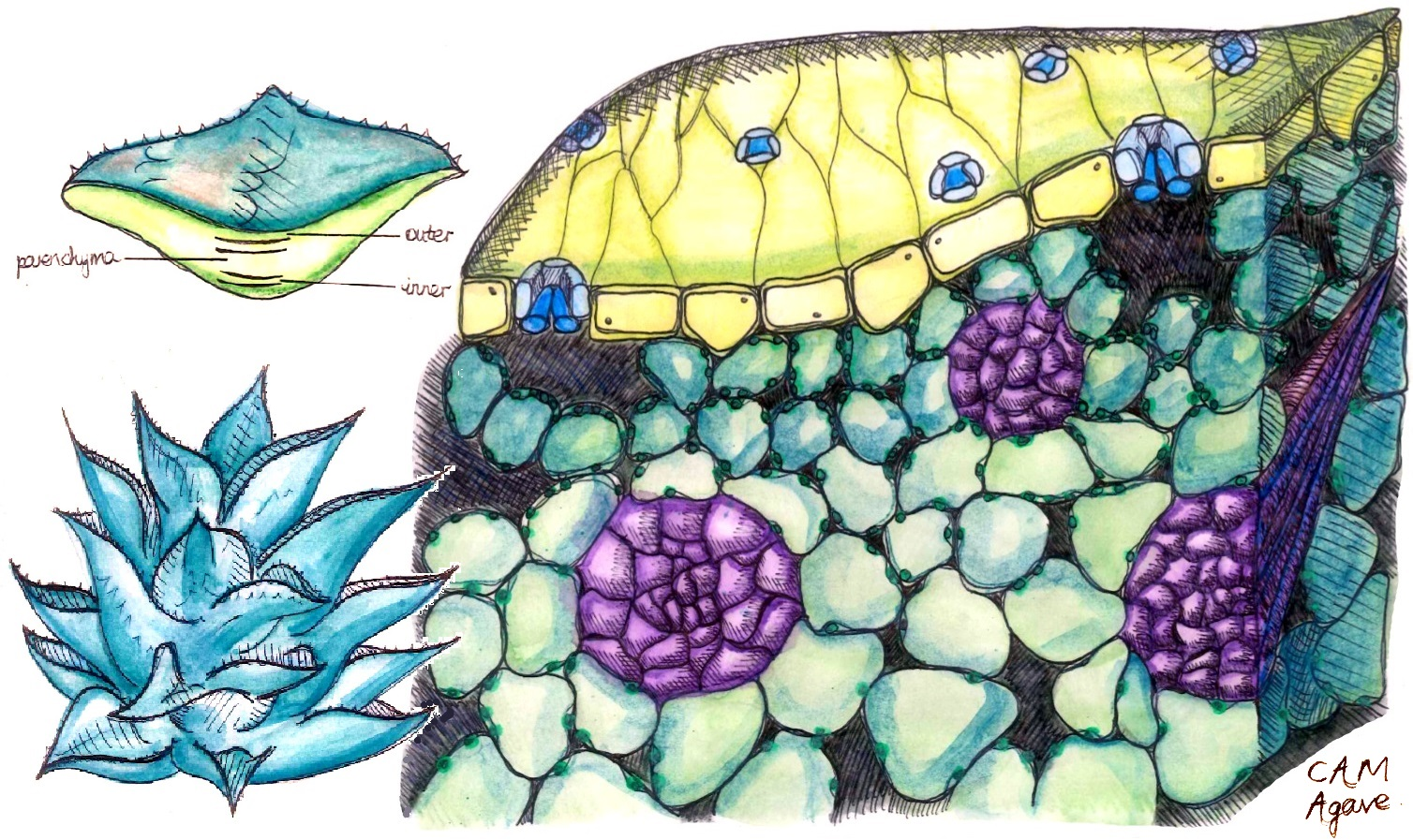
Corte de una sección de la hoja de una planta CAM, específicamente un agave. Se ven haces vasculares

No hay una apariencia típica de las plantas CAM, por ello son muy diferentes de manera morfológica. Sin embargo todas las plantas CAM son caracterizadas por una suculencia más o menos pronunciada y tienen vacuolas particularmente grandes. También presentan esa suculencia a nivel celular. Las vacuolas pueden abarcar hasta 98% de la célula. De esa manera es posible el almacén de agua y en particular del malato necesario para el ciclo CAM. Cuanta más suculenta es una planta CAM, es mayor la absorción de CO2 en la noche. En relación con la conservación de agua estas plantas presentan una cutícula gruesa, pequeños estomas y una pequeña relación superficie/volumen.
Los morfotipos de las plantas CAM se pueden organizar de maneras distintas. Hay suculentas de hoja como las especies de Kalanchoea. Algunas veces disponen de un tejido para almacenar agua no verde, que se encuentra entre o abajo del mesófilo. Por otro lado se encuentran las suculentas de tallo, que son características de regiones áridas y desiertos. Estos tienen un tejido de almacenaje de agua central en tallo central. Las epífitas forman un conjunto vegetal propio. Además de las plantas de guía hay epífitas como los cactus sin espinas. A menudo son las plantas CAM son plantas roseta pero especializadas.
Una anomalía se presenta en el género Clusia, dicotiledóneas que forman árboles que pueden presentar CAM. Estos son los únicos árboles CAM. Por su plasticidad fotosintética el género Clusia se ha entablado en diferentes ecosistemas. Estas especies se diferencian de manera extensa con la apariencia de las CAM. Algunas especies del género, como la Clusia multiflora, es una planta C3 pura.
La yucca brevifolia forma también un "árbol", pero este es un ejemplo del crecimiento secundario en las monocotiledóneas y no se debe de confundir con el crecimiento secundario en las dicotiledóneas.

## Importancia de las CAM
La ventaja ecológica de las CAM es que la absorción del CO2 y por ello la apertura de los estomas ocurre en la noche, mientras que en el día permanecen cerrados y por ende la pérdida de agua se reduce en gran medida. De ello se sigue en el día un consumo extremadamente bajo agua por peso seco de 18–100 ml·g−1 en comparación con 450–950 ml·g−1 en las plantas C3. Por ello los requerimientos de agua están de 5 a 10%, menor al de las C3. El metabolismo CAM es una estrategia con éxito, para que en la escasez de agua aún se pueda realizar la fotosíntesis.
Esto también se ve expresado en la eficiencia en la utilización de agua (en inglés water-use efficiency, WUE). Mientras más alta sea esta eficiencia menor es la ganancia de CO2 (ver tabla ulterior). Cuando hay una sequía especialmente fuerte los estomas se cierran también en la noche y solo se refija el dióxido de carbono liberado por respiración (CAM-neutro). Por ello pueden soportar por periodos extensos de sequía. Mediante el ahorro en las pérdidas de agua durante el día, experimentan las plantas CAM una ganancia de agua en las noches. Por la acumulación de ácido málico se genera una mayor presión osmótica en las vacuolas, lo que provoca que se absorba agua del aire en el ambiente en mayor medida cuando cae el rocío en la noche.
El aumento en la demanda energética para la asimilación del CO2 en comparación con las plantas C3 cae debido a la alta radiación solar en la mayoría de las regiones de las plantas CAM y poco en peso. Además la saturación de luz de la fotosíntesis se alcanza en intensidades mayores que en las C3. Por cada molécula de CO2 fijado se obtienen en las plantas C3 tres moléculas de ATP y necesitan dos moléculas de NADPH (sin pérdidas en la fotorrespiración). En las CAM estos valores rondan entre 4.8 hasta 5.9 de ATP y 3.2 hasta 3.9 Mol de NADPH. Aunque la luz no es comúnmente un factor limitante, puede ser un problema para las epífitas. Durante el periodo de lluvias en la selva puede ocurrir que debido a la alta humedad en el aire y a evaporaciones la cantidad de luz que llega se vuelva un problema. Individuos de la familia de las bromelias como Bromelia humilis mostraron tener un crecimiento menor que otras plantas de la misma especie, que se encontraban en zonas con más luminosidad.
Las plantas CAM tienen los mismos mecanismos de protección a los fotosistemas que las plantas C3 (Zeaxantina, el ciclo de las xantófilas, recambio de la proteína D1, fotorrespiración). Las plantas CAM presentan poca fotorrespiración, ya que debido a la liberación de CO2 del malato la concentración de CO2 en el citoplasma es muy alta. En comparación con las C3 las CAM reaccionan en menor cantidad al estrés oxidativo, por ozono (O3), dióxido de azufre (SO2).
Finalmente son las CAM una bomba de enriquecimiento de CO2. Esto permite a las CAM acuáticas una ganancia de CO2 en la noche. Por ello se puede comprobar que retiran gas del agua que otras que solo lo hacen en el día. Algunas veces sin que exista competencia de otras plantas el CO2 en el agua ya es bajo, cuando se presenta un pH bajo. Por ello en estos entornos tienen una ventaja como la Isoetes howellii. También la familia de las bromelias en climas muy húmedos se beneficien del enriquecimiento de dióxido de carbono. Durante la época de lluvias o con mucha niebla el intercambio gaseoso se ve muy limitado. Por lo que tienen una ventaja contra otras plantas con otros metabolismos cuando hay mucha humedad y cuando hay sequía.
Otra ventaja de las bombas de CO2 activadas con ATP es el aumento del CO2 durante el día. De ese modo se utiliza menos RuBisCO, mientras que en las plantas C3 esta enzima representa casi el 50% del material proteico en la hoja. Se ha discutido que por ello las CAM presentan ventaja en suelos bajos en nitrógeno, ya que tienen una utilización del mismo más efectiva (nitrogen-use efficiency, NUE). Sin embargo hay que aclarar que las plantas C3 tienen otras formas de regularlo y por ello no tienen las CAM una completa ventaja. 
Las plantas CAM muestran un ritmo de crecimiento más bajo que los otros dos metabolismos debido a que el almacenamiento está limitado en las vacuolas. Sin embargo habitan en hábitats donde es más importante sobrevivir que ganar biomasa.

### Discriminación de isótopos
Como con la discriminación de isótopos en las plantas C4, no discrimina la PEP-carboxilasa tan fuerte entre 13C como la RuBisCO. Por ello su relación de isótopos (δ-13C) en la fijación oscura de CO2 es parecida a la de las C4, en la fijación lumínica del CO2 externo se parece al de las C3. Cuando hay estrés por falta de agua la proporción de fijación oscura aumenta, por la que la planta contiene más 13C. Por lo tanto el valor de δ-13C de una planta CAM es una buena medida de la sequía en su área de cultivo, ya que determina que tanto metabolismo CAM estuvo presente en comparación con el C3. Cuando hay buena presencia de agua las CAM facultativas y algunas con CAM-cycling el valor de δ-13C es similar al de las plantas C3.

### Comparación entre plantas C3, C4y CAM
| Característica                                                                       | C3            | C4           | CAM                                                               |
| ------------------------------------------------------------------------------------ | ------------- | ------------ | ----------------------------------------------------------------- |
| Cociente de transpiración [ml (H2O) por g (C)]                                       | 450–900       | 250–350      | 18–100 (durante la noche) y 150–600 (durante el día)              |
| Eficiencia en la utilización de agua (peso seco obtenido en g por g de agua perdido) | 1.05–2.22     | 2.85–4.00    | 8.0–55.0                                                          |
| tasa fotosintética máxima [µmol fijado de CO2 / área de hoja m² · Segunda]           | 20–40         | 30–60        | 5–12 (en luz) bzw. 6–10 (en la obscuridad)                        |
| Temperatura óptima                                                                   | 15–25 °C      | 30–47 °C     | 35 °C                                                             |
| Ganancia en masa seca ([Toneladas / hectárea · año])                                 | 10–25         | 40–80        | 6–10                                                              |
| valores δ-13C                                                                        | −32 bis −20 ‰ | −17 bis −9 ‰ | −17 bis −9 ‰ (sequía) bzw. −32 bis −20 ‰ (buen suministro de H2O) |

## Evolución
Se estima que el metabolismo CAM se estableció hace más de 200 millones de años en la era mesozoica como respuesta a la disminución en los niveles de CO2 atmosférico. Aunque el CAM es una "respuesta" ventajosa para la escasez de agua; evolucionistas suponen que hubo mecanismos para la conservación del agua y el almacenamiento de agua antes del CAM, como la protección contra la evaporación y la suculencia. Pero debido a esta adaptación se incrementa la absorción de CO2 (estomas cerrados, menor difusión en los tejidos suculentos). Por lo que el CAM en primera instancia nació como una respuesta a bajos niveles de CO2.
Se presupone que el primer paso evolutivo en dirección de este tipo de metabolismo fue la re-fijación del dióxido de carbono en la noche producto de la respiración. Esto está muy presente actualmente en las plantas suculentas. Un segundo paso muy importante son translocadores especiales en las vacuolas. Estos impiden que los ácidos C4 se difundan sin control en el citoplasma y que cambie de una manera negativa el pH. Las mismas enzimas están presentes entre las CAM y las C3. Por ello hay CAM en familias no relacionadas de monocotiledóneas y dicotiledóneas. Debido a su adaptabilidad a sequías, salinidad y a bajas concentraciones de CO2 se fueron con el paso de la evolución separando independientemente de las C3.En Tillandsia, la evolución de la CAM se ha asociado a la expansión de la familia de genes.

## Utilización

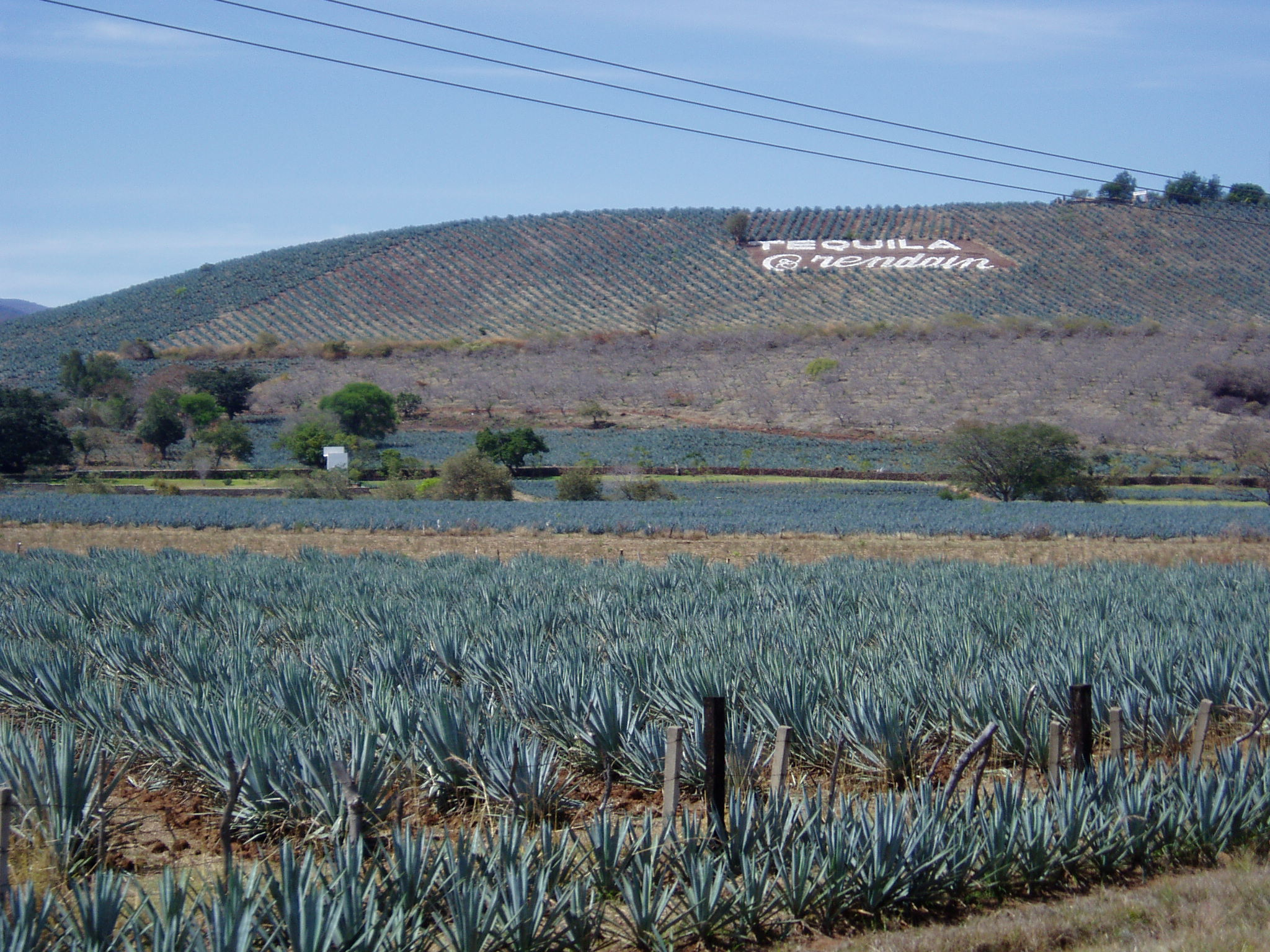
Campo de agave en Tequila, México.

Las plantas CAM se utilizan en agricultura solo en pocas zonas. Se cultivan en regiones donde debido a la evapotransipiración el cultivo de C3 y C4 no es rentable. Las de mayor relevancia en la agricultura son las piñas, Opuntia ficus-indica, el sisal y el agave azul.
Las regiones para el cultivo de piñas se encuentran en los trópicos, Sudáfrica y Australia. Se ganan por año y hectárea 86 toneladas de fruta. En el 2003 se estimó el comercio de piña en 1 900 millones de dólares. El nopal se empezó a comercializar en siglo XX. Actualmente se utiliza como alimento en muchas regiones del mundo. Se obtienen anualmente por hectárea de 47 a 50 toneladas. 
El agave se cultiva a nivel mundial, en su mayoría para obtener fibras textiles o bebidas alcohólicas. Del sisal se ganan hebras de sisal. En los 60's la producción estaba en su apogeo. De ahí ha decrecido, porque fue remplazado por la fibra sintética polipropileno. En 2006 se produjeron 246 toneladas.
Una planta CAM con mucha relevancia es el agave azul, anualmente por hectárea se cultivan 50 toneladas de masa seca. Después de cortar las hojas, del tallo (la "Cabeza") después de una cocción se gana un jarabe y después de trabajarlo se obtiene Tequila. Del mismo jarabe de otras especies de agave se puede destilar otras bebidas como el Mezcal.
Debido a la gran cantidad de azúcar en el agave azul se utiliza para la producción de bioetanol. En particular, México y gran parte del Karoo en Sudáfrica se han trasladado a una extensión considerable, ya que el uso de otros cultivos sería inadecuado. La producción anual de etanol a partir del agave azul es de 14.000 litros por hectárea, tal vez esto se puede aumentar a 34 mil litros de etanol por hectárea.

## Almacenamiento de citrato e isocitrato
En la Mesembryanthemum crystallinum y otras CAM del género Clusia se almacena en las vacuolas junto al ácido málico también ácido cítrico. El citrato es un intermediario del ciclo de Krebs en las mitocondrias. Durante la noche se almacena en las vacuolas de manera análoga en malato mediante la utilización de ATP (ahí en forma de ácido cítrico). Durante el día se libera al citoplasma y gracias a una isocitrato deshidrogenasa (IDH) dependiente de NADP se descarboxila a ácido α-cetoglutárico. De manera alternativa el citrato pasa directamente a las mitocondrias y es transformado por una IDH dependiente de NAD. En ambos casos el α-cetoglutarato se transforma en el ciclo a piruvato. En árbol CAM Clusia alata esto sucede después de que se descarboxila malato por lo que ambos procesos son independientes el uno del otro.
La implicación biológica no se entiende en su totalidad, sobre todo el almacenamiento nocturno de citrato a diferencia de malato sin ganancia neta de carbono, aunque es energéticamente un poco más barato. Se propusieron una serie de funciones. Así podía servir la descarboxilación del citrato como medida de protección en contra de lo que ocurre con alto niveles de exposición a la fotoinhibición. Las plantas CAM suelen estar expuestas a grandes cantidades de luz. Además, el proceso puede contribuir al equilibrio redox en la célula. También se discutió que por ERO el estrés producido se podría remediar. El ERO se debe a la alta exposición a la luz lumínica.
Durante el proceso CAM se concluyó que la incursión de ácido cítrico en las vacuolas representa una ventaja en las plantas. El ciitrato sirve como un agente limitador, reduciendo así el gradiente de protones electroquímico en el tonoplasto. Por lo tanto permitiendo que más malato se pueda almacenar durante la noche. 
También se puede almacenar isocitrato en lugar del citrato.